# Aníbal Biggeri
Aníbal Fabián Biggeri (Villa Ballester, Buenos Aires, Argentina; 15 de febrero de 1965) es un exfutbolista y entrenador argentino. Actualmente es el director técnico del Club Atlético All Boys de la Primera Nacional.

## Trayectoria

### Futbolista
Aníbal Biggeri surgió de las divisiones inferiores de Argentinos Juniors. Formó parte el plantel profesional pero no pudo debutar en el primer equipo, Aquel plantel era uno de los equipos líderes en Argentina en aquel entonces y por delante en la portería se encontraban Ubaldo Fillol y Enrique Vidallé. Debido a la falta de continuidad, siguió su carrera en Estudiantes de Caseros de en la Segunda División y luego regresó a Argentinos Juniors por dos años. Institución donde nuevamente no era tenido en cuenta en el primer equipo.
En los años siguientes, Biggeri jugó en el tercera categoría en Defensores de Belgrano, Deportivo Merlo y Chacarita Juniors. En la Temporada 1993-94 asciende a la Segunda División con Chacarita Juniors, siendo el arquero suplente de Manuel Arrabal en aquel equipo que consiguió el título. A los 29 años, puso fin a su carrera de futbolista profesional.

### Entrenador
Luego de varios años de finalizar su carrera como futbolista se convirtió en segundo entrenador de Ricardo Caruso Lombardi. En la temporada 2004-05, junto a Ricardo Caruso Lombardi, asciende a la Segunda División con Tigre. Entre los años 2007 y 2013 volvió a ser segundo entrenador en All Boys junto a José Santos Romero. Durante este período, ascendió en la temporada 2007-08 a la Segunda División, y en la temporada 2009-2010 a la Primera División.
El 27 de febrero de 2013 Biggeri fue por primera vez director técnico de un plantel profesional, asumiendo su cargo como entrenador principal en Temperley en la tercera categoría. En la primera temporada salvó al equipo del descenso, habiendo sido derrotado en tan solo dos ocasiones de 20 partidos disputados, convirtiéndose en uno de los candidatos más serios a lograr el ascenso de categoría. En febrero del año próximo fue despedido inesperadamente después de cuatro partidos seguidos sin ganar, cuando su equipo estaba segundo en la tabla de posiciones. El equipo de Temperley pasó a manos de Ricardo Rezza, quien al final de la temporada 2013-14 ascendió a la Segunda División. El 14 de septiembre de 2014 se hizo cargo de la dirección técnica de Chacarita Juniors en la tercera categoría.
El 4 de septiembre de 2015, Biggeri reemplazó a Arnaldo Sialle como entrenador de Atlanta en la tercera categoría. En la institución de Villa Crespo se mantuvo en los primeros puestos de la tabla, pero no pudo lograr su objetivo de ascenso a la Segunda División y el 30 de junio de 2016 finalizó su vínculo con Atlanta. Tres meses después se hizo cargo de Los Andes en la Segunda División. Con un éxito medio, lo dirigió durante los diez meses siguientes, al finalizar la temporada decidió no seguir en la institución de Lomas de Zamora. En enero de 2018 partió hacia Ecuador para convertirse en el director técnico del Deportivo Cuenca. En el club ecuatoriano logró avanzar a octavos de final de la Copa Sudamericana 2018, pero al mismo tiempo su equipo hizo malas presentaciones en los partidos de liga, logrando una sola victoria en nueve partidos disputados, lo que derivó en la destitución de Biggeri como director técnico del plantel profesional tras cuatro meses de trabajo con el mismo.
El 15 de septiembre de 2018, Biggeri regresó a Los Andes, donde tuvo una muy mala campaña, obtuvo solo un triunfo en trece encuentros disputados y en febrero finalizó su vínculo, dejando al equipo en la última posición de la tabla de la Segunda División. Más tarde, aquel equipo dirigido por su reemplazante Juan Carlos Kopriva, descendió a la tercera categoría.
El 4 de abril de 2019 Biggeri se hizo cargo de la dirección técnica de Tristán Suárez en la tercera categoría, equipo con el cual logró el ascenso a Segunda División. Tras dos años, finalmente abandonó el puesto de director técnico el 19 de noviembre del 2021, finalizando en la octava posición, que les permitió el pase a la Copa Argentina.
El 1 de enero de 2022 Aníbal Biggeri fue presentado en All Boys. Durante este paso, el Albo consiguió clasificarse al reducido en la quinta posición .

## Clubes

### Como jugador
| Club                   | País      | Año       |
| ---------------------- | --------- | --------- |
| Argentinos Juniors     | Argentina | 1983-1985 |
| Estudiantes (Bs. As.)  | Argentina | 1985-1987 |
| Argentinos Juniors     | Argentina | 1987-1989 |
| Defensores de Belgrano | Argentina | 1989-1991 |
| Deportivo Merlo        | Argentina | 1991-1992 |
| Chacarita Juniors      | Argentina | 1992-1994 |

### Como entrenador
| Club                          | País      | Año       |
| ----------------------------- | --------- | --------- |
| All Boys (Segundo entrenador) | Argentina | 2002-2003 |
| Tigre (Segundo entrenador)    | Argentina | 2004-2007 |
| All Boys (Segundo entrenador) | Argentina | 2007-2013 |
| Temperley                     | Argentina | 2013-2014 |
| Chacarita Juniors             | Argentina | 2014-2015 |
| Atlanta                       | Argentina | 2015-2016 |
| Los Andes                     | Argentina | 2016-2017 |
| Deportivo Cuenca              | Ecuador   | 2018      |
| Los Andes                     | Argentina | 2018-2019 |
| Tristán Suárez                | Argentina | 2019-2021 |
| All Boys                      | Argentina | 2022      |
| Chacarita Juniors             | Argentina | 2023-2024 |
| Ferro                         | Argentina | 2024      |
| Temperley                     | Argentina | 2025      |
| All Boys                      | Argentina | 2025      |

#### Estadísticas como entrenador
Datos actualizados al último partido dirigido el 17 de agosto de 2025.
| Equipo                      | Div.               | Torneo                               | Estadísticas | Estadísticas | Estadísticas | Estadísticas | Estadísticas | Estadísticas | Estadísticas | Estadísticas | Estadísticas |
| Equipo                      | Div.               | Torneo                               | PJ           | G            | E            | P            | GF           | GC           | DG           | Puntos       | Rendimiento  |
| --------------------------- | ------------------ | ------------------------------------ | ------------ | ------------ | ------------ | ------------ | ------------ | ------------ | ------------ | ------------ | ------------ |
| Temperley Argentina         | 3.ª                | Primera B 2012-13                    | 15           | 6            | 3            | 6            | 13           | 18           | -5           | 21           | 46.67%       |
| Temperley Argentina         | 3.ª                | Primera B 2013-14                    | 22           | 7            | 11           | 4            | 28           | 23           | +5           | 32           | 48.48%       |
| Temperley Argentina         | 3.ª                | Copa Argentina 2013-14               | 2            | 1            | 0            | 1            | 3            | 3            | 0            | 3            | 50%          |
| Temperley Argentina         | Total              | Total                                | 39           | 14           | 14           | 11           | 44           | 44           | 0            | 56           | 47.86%       |
| Chacarita Juniors Argentina | 3.ª                | Primera B 2014                       | 12           | 9            | 3            | 0            | 28           | 7            | +21          | 30           | 83.33%       |
| Chacarita Juniors Argentina | 2.ª                | Primera B Nacional 2015              | 24           | 5            | 9            | 10           | 27           | 35           | -8           | 24           | 33.33%       |
| Chacarita Juniors Argentina | 2.ª                | Copa Argentina 2014-15               | 3            | 3            | 0            | 0            | 5            | 0            | +5           | 9            | 100%         |
| Chacarita Juniors Argentina | Total              | Total                                | 39           | 17           | 12           | 10           | 60           | 42           | +18          | 63           | 53.85%       |
| Atlanta Argentina           | 3.ª                | Primera B 2015                       | 12           | 7            | 3            | 2            | 20           | 10           | +10          | 24           | 66.67%       |
| Atlanta Argentina           | 3.ª                | Primera B 2016                       | 19           | 10           | 5            | 4            | 28           | 17           | +11          | 35           | 61.4%        |
| Atlanta Argentina           | Total              | Total                                | 31           | 17           | 8            | 6            | 48           | 27           | +21          | 59           | 63.44%       |
| Los Andes Argentina         | 2.ª                | Primera B Nacional 2016-17           | 35           | 11           | 15           | 9            | 37           | 37           | 0            | 48           | 45.71%       |
| Los Andes Argentina         | Total              | Total                                | 35           | 11           | 15           | 9            | 37           | 37           | 0            | 48           | 45.71%       |
| Deportivo Cuenca · Ecuador  | 1.ª                | Serie A 2018                         | 9            | 1            | 3            | 5            | 9            | 20           | -11          | 6            | 22.22%       |
| Deportivo Cuenca · Ecuador  | 1.ª                | Copa Sudamericana 2018               | 2            | 1            | 0            | 1            | 2            | 2            | 0            | 3            | 50%          |
| Deportivo Cuenca · Ecuador  | Total              | Total                                | 11           | 2            | 3            | 6            | 11           | 22           | -11          | 9            | 27.27%       |
| Los Andes Argentina         | 2.ª                | Primera Nacional 2018-19             | 13           | 1            | 5            | 7            | 5            | 12           | -7           | 8            | 20.51%       |
| Los Andes Argentina         | Total              | Total                                | 13           | 1            | 5            | 7            | 5            | 12           | -7           | 8            | 20.51%       |
| Los Andes Argentina         | Total en Los Andes | Total en Los Andes                   | 48           | 12           | 20           | 16           | 42           | 49           | -7           | 56           | 38.89%       |
| Tristán Suárez Argentina    | 3.ª                | 2019-20                              | 8            | 5            | 2            | 1            | 12           | 4            | +8           | 17           | 70.83%       |
| Tristán Suárez Argentina    | 3.ª                | Transición de Primera B 2020         | 5            | 2            | 2            | 1            | 4            | 2            | +2           | 8            | 53.33%       |
| Tristán Suárez Argentina    | 3.ª                | Etapa eliminatoria de Primera B 2020 | 3            | 2            | 1            | 0            | 3            | 1            | +2           | 7            | 46.67%       |
| Tristán Suárez Argentina    | 2.ª                | 2021                                 | 34           | 11           | 12           | 11           | 43           | 42           | +1           | 45           | 44.12%       |
| Tristán Suárez Argentina    | Total              | Total                                | 50           | 20           | 17           | 13           | 62           | 49           | +13          | 77           | 51.33%       |
| All Boys Argentina          | 2.ª                | 2022                                 | 37           | 15           | 15           | 7            | 45           | 35           | +10          | 60           | 54.05%       |
| All Boys Argentina          | Total              | Total                                | 37           | 15           | 15           | 7            | 45           | 35           | +10          | 60           | 54.05%       |
| Chacarita Juniors Argentina | 2.ª                | 2023                                 | 35           | 18           | 13           | 4            | 49           | 25           | +24          | 67           | 63.81%       |
| Chacarita Juniors Argentina | 2.ª                | Copa Argentina 2023                  | 1            | 0            | 0            | 1            | 0            | 2            | -2           | 0            | 0%           |
| Chacarita Juniors Argentina | 2.ª                | 2024                                 | 23           | 8            | 6            | 9            | 25           | 27           | -2           | 30           | 43.48%       |
| Chacarita Juniors Argentina | 2.ª                | Copa Argentina 2024                  | 2            | 0            | 1            | 1            | 1            | 3            | -2           | 1            | 16.67%       |
| Chacarita Juniors Argentina | Total              | Total                                | 61           | 26           | 20           | 15           | 75           | 57           | +18          | 98           | 53.55%       |
| Chacarita Juniors Argentina | Total en Chacarita | Total en Chacarita                   | 100          | 43           | 32           | 25           | 135          | 99           | +36          | 161          | 53.67%       |
| Ferro Argentina             | 2.ª                |                                      |              |              |              |              |              |              |              |              |              |
| Ferro Argentina             | 2.ª                | 2024                                 | 13           | 4            | 5            | 4            | 16           | 14           | +2           | 17           | 43.59%       |
| Ferro Argentina             | Total              | Total                                | 13           | 4            | 5            | 4            | 16           | 14           | +2           | 17           | 43.59%       |
| Temperley Argentina         | 2.ª                |                                      |              |              |              |              |              |              |              |              |              |
| Temperley Argentina         | 2.ª                | 2025                                 | 7            | 2            | 1            | 4            | 4            | 8            | -4           | 7            | 33.33%       |
| Temperley Argentina         | Total              | Total                                | 7            | 2            | 1            | 4            | 4            | 8            | -4           | 7            | 33.33%       |
| Temperley Argentina         | Total en Temperley | Total en Temperley                   | 46           | 16           | 15           | 15           | 48           | 52           | -4           | 63           | 45.65%       |
| All Boys Argentina          | 2.ª                | 2025                                 | 6            | 3            | 2            | 1            | 4            | 2            | +2           | 11           | 61.11%       |
| All Boys Argentina          | Total              | Total                                | 6            | 3            | 2            | 1            | 4            | 2            | +2           | 11           | 61.11%       |
| All Boys Argentina          | Total en All Boys  | Total en All Boys                    | 43           | 18           | 17           | 8            | 49           | 37           | +12          | 71           | 55.04%       |
| Total en equipos            | Total en equipos   | Total en equipos                     | 342          | 132          | 117          | 93           | 411          | 349          | +62          | 513          | 50%          |

## Palmarés

### Como futbolista

#### Torneos locales
| Título                  | Club              | País      | Año     |
| ----------------------- | ----------------- | --------- | ------- |
| Primera B Metropolitana | Chacarita Juniors | Argentina | 1993-94 |

### Como entrenador

#### Torneos locales
| Título                  | Club                          | País      | Año     |
| ----------------------- | ----------------------------- | --------- | ------- |
| Primera B Metropolitana | Tigre (Segundo entrenador)    | Argentina | 2004-05 |
| Primera B Metropolitana | All Boys (Segundo entrenador) | Argentina | 2007-08 |

#### Otros logros
| Título                       | Club              | País      | Año  |
| ---------------------------- | ----------------- | --------- | ---- |
| Ascenso a Primera B Nacional | Chacarita Juniors | Argentina | 2014 |
| Ascenso a Primera Nacional   | Tristán Suárez    | Argentina | 2020 |